# Papillaria illecebra
Papillaria illecebra là một loài Rêu trong họ Meteoriaceae. Loài này được (Sull.) Broth. miêu tả khoa học đầu tiên năm 1895.